# Підбужжя
Підбу́жжя (рос. Подбужье) — село в Хвастовицькому районі Калузької області Росії.

## Клімат
У селі помірно-континентальний клімат, помірно-теплий влітку, та помірно-холодною зимою, короткою весною та хмарною, часто дощовою осінню.

## Історія
За легендою село засновано трьомя братами — Антоном, Архипом та Олексієм. Навколо Підбужжя є три таки невеликі вескі: Антонівака, Алексеівка і, здається у самому Підбужжі — Архипівка. 
Перша згадка про село датується 1595 роком. З 1777 рік село Підбужжя в складі Жиздринського повіту.
Від 2004 року входить до складу муніципального утворення Село Подбужжя

## Населення
| 2002 | 2010 |
| ---- | ---- |
| 518  | ↘441 |